# Kamienica przy pl. Solnym 18 we Wrocławiu
Kamienica przy pl. Solnym 18 – kamienica przy Placu Solnym 18 we Wrocławiu. 

## Historia i architektura kamienicy

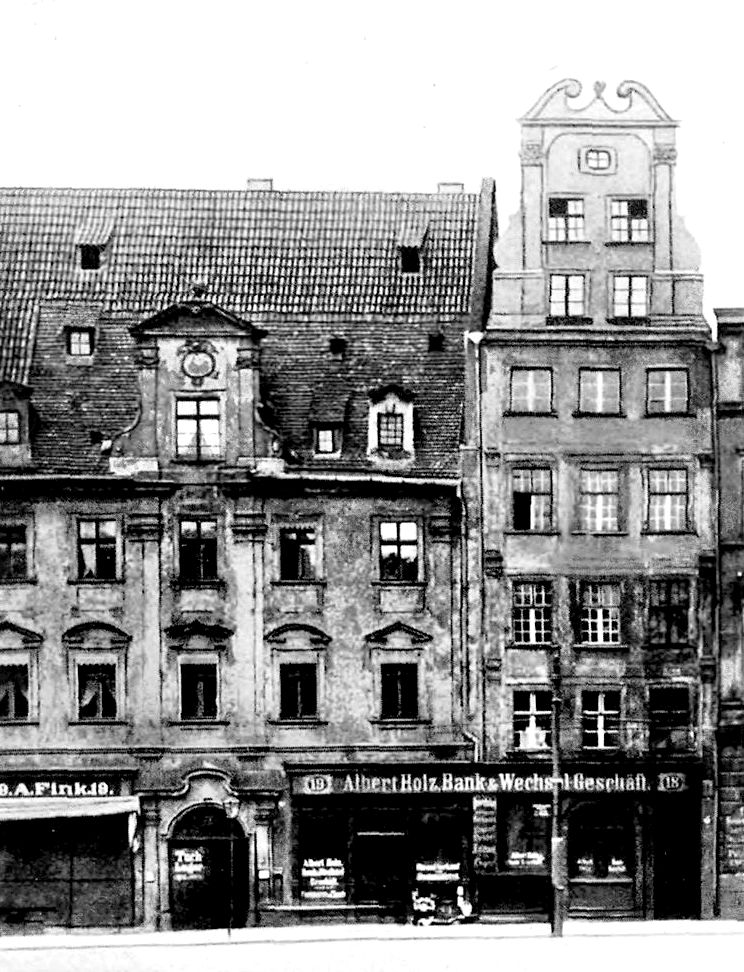
Kamienica nr 18 (z prawej) przed wyburzeniem w 1890

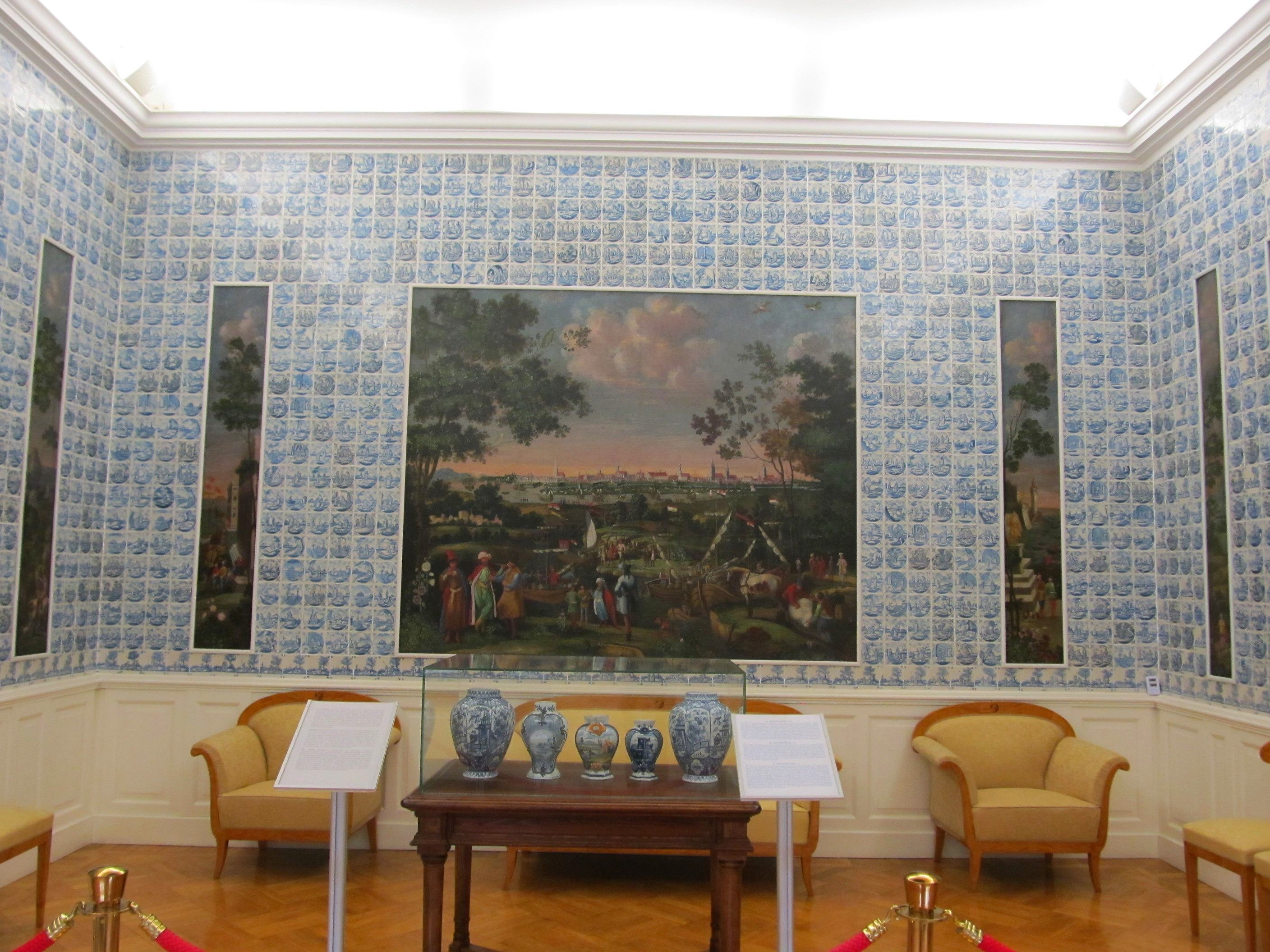
Pokoju Beiersdorfów obecnie w Muzeum Zamkowym

Najstarszy wygląd kamienicy został uwieczniony na planie Weihnera z 1562 roku. Już wówczas była to kamienica szczytowa, a na początku XVII wieku wznosiła się czterokondygnacyjna, trzyosiowa kamienica szczytowa. W 1720 roku budynek należący wówczas do miasta, został sprzedany kupcowi urodzonemu w Hamburga, Adrianowi Bögel. Niedługo potem budynek został gruntownie przebudowany pod okiem Christophera Hacknera i miejskiego mistrza ciesielskiego Hansa Michaela Merza. Główne zmiany dotyczyły podniesienia budynku o jedną kondygnację, nad którą umieszczono dwuosiowy i dwukondygnacyjny szczyt w formie aediculi otoczonej wolutowymi spływami zakończonym rozerwanym segmentowym naczółkiem, w osi którego umieszczono wazon. W środkowej części dachu kalenicowego znajdowała latarnia doświetlająca klatkę schodową umieszczoną w środkowym trakcie.
W tym samym okresie powstała bogata dekoracja wnętrz budynku, m.in. „Pokoju Beiersdorfów (Beyersdorfów)” nazwanego tak na cześć właścicieli budynku w drugiej połowie XIX wieku i ofiarodawczyni Adelheidy Beyersdorf, która w 1805 roku przekazała wystrój wnętrza do muzeum. Pomieszczenie ozdobione było obrazami przedstawiającymi pejzaże związane z handlem morskim w rodzinnym mieście właściciela, Hamburgu oraz trzy obrazy portretowe przedstawiające Bögela, jego żonę Sabinę Eleonorę oraz ich syna Rudolfa. Portrety były umieszczone w supraportach pokoju. Prócz obrazów na ścianach znajdowała się okładzina z kafli fajansowych w typie delftu o charakterystycznej niebieskiej kolorystyce. Na sufitach umieszczono malowany na płótnie plafon przedstawiający alegorię Sprawiedliwości i Pokoju (obecnie w zbiorach Muzeum Narodowego we Wrocławiu). Wystrój wnętrza został przeniesiony do Śląskiego Muzeum Przemysłu Artystycznego i Starożytności, a następnie do Muzeum Zamkowego, gdzie znajduje się do dnia obecnego.      
W 1890 lub w 1896 roku kamienica, wraz z sąsiednią kamienicą nr 19, została rozebrana, a w ich miejsce wzniesiono nowy pięciokondygnacyjny, trzyosiowy dom handlowy należący do firmy „Weichenhan”. Jego projektantem był Robert Hönsch. Konstrukcja budynku była murowano-szkieletowa ze stropami na stalowych belkach. Nowy budynek był pokryty dachem kalenicowym, w którym znajdowały się dwie lukarny; w osi środkowej umieszczony został neorenesansowy szczyt. W osi środkowej miał dwukondygnacyjny wykusz z balkonem na czwartej kondygnacji, a pod wykuszem znajdował się portal wejściowy z balkonem i z kamiennymi tralkami. Okna w zewnętrznych osiach, w drugiej kondygnacji miały formę secesyjno-barokowe, były trzyskrzydłowe, łukowe; nad portalem umieszczono pojedyncze okno również zakończona łukiem. W dwóch zewnętrznych osiach na boniowanym parterze wstawiono duże witryny sklepowe, podobnie jak na trzech kolejnych kondygnacjach. We wnętrz budynku zastosowano nowe rozwiązania, m.in. wykonano szklane stropy na trzech górnych kondygnacjach, co miało doświetlić pomieszczenia dzięki umieszczonemu świetlikowi dachowemu.  
W okresie międzywojennym zlikwidowano szczyt budynku na rzecz płaskiego dachu z lukarną i zaadaptowano poddasze do funkcji użytecznej wstawiając ciąg małych okien.

## Po 1945 roku
W wyniku działań wojennych w 1945 roku kamienica uległa zniszczeniu. Wraz z kamienicą nr 19 została odbudowana w latach 1956–1957 według projektu architektów Emila Kaliskiego i Stanisława Koziczuka. Projekt nawiązywał w formie do kamienicy barokowej, ale z jednookiennym szczytem i z bardzo ubogim detalem architektonicznym. Z powojennych zniszczeń zachowały się relikty gotyckiej oficyny. W latach 60. XX wieku kamienica była remontowana.